# Gail Brodsky
Gail Brodsky (Zaporizja, 5 juni 1991) is een tennisspeelster uit de Verenigde Staten van Amerika.
Op zesjarige leeftijd begon ze met het spelen van tennis in Brooklyn, New York toen ze net was geëmigreerd uit Oekraïne.
In 2008 en 2009 kreeg ze een wildcard voor de US Open, maar beide keren verloor ze in de eerste ronde. Ook in het damesdubbeltoernooi van de US Open van 2008 kreeg ze een wildcard, en speelde ze samen met Mallory Cecil. Ook hier strandde ze in de eerste ronde.
Anno 2016 is ze tenniscoach.